# 金相煥
金 相煥（キム・サンファン、1969年3月25日 - ）は、大韓民国の元サッカー選手、サッカー指導者。現役時代のポジションはミッドフィールダー。現在は、芦屋大学臨床教育学部教育学科准教授。

## 来歴
御影高校では2年時に高校選手権に出場。
東海大学を経て、1991年に日本サッカーリーグの松下電器産業サッカー部に加入。1990-91シーズン第11節で岡中勇人、前田浩二、塩川哲也と共に追加登録された。翌1991-92シーズンに出場機会を得ると、同年8月18日に行われたJSLカップ1回戦の東京ガス戦で公式戦デビューし、10月13日に行われたJSL1部第5節のヤマハ発動機戦でリーグ戦デビューをした。JSL1部での通算成績は2試合出場0得点。1992年、プロ化によりガンバ大阪へ移行後もチームに在籍したが、同年限りで退団。
引退後は神戸フットボールクラブ、神戸朝鮮高級学校、姫路獨協大学、芦屋学園高等学校、芦屋大学でコーチを務めた。2025年現在は芦屋大学の監督を務めている。
兵庫県立大学大学院で修士（学校教育学）の学位を取得している。

## 個人成績
| 国内大会個人成績 | 国内大会個人成績 | 国内大会個人成績 | 国内大会個人成績 | 国内大会個人成績 | 国内大会個人成績 | 国内大会個人成績 | 国内大会個人成績 | 国内大会個人成績 | 国内大会個人成績 | 国内大会個人成績 | 国内大会個人成績 |
| 年度             | クラブ           | 背番号           | リーグ           | リーグ戦         | リーグ戦         | リーグ杯         | リーグ杯         | オープン杯       | オープン杯       | 期間通算         | 期間通算         |
| 年度             | クラブ           | 背番号           | リーグ           | 出場             | 得点             | 出場             | 得点             | 出場             | 得点             | 出場             | 得点             |
| 日本             | 日本             | 日本             | 日本             | リーグ戦         | リーグ戦         | リーグ杯         | リーグ杯         | 天皇杯           | 天皇杯           | 期間通算         | 期間通算         |
| ---------------- | ---------------- | ---------------- | ---------------- | ---------------- | ---------------- | ---------------- | ---------------- | ---------------- | ---------------- | ---------------- | ---------------- |
| 1990-91          | 松下             |                  | JSL1部           |                  |                  |                  |                  |                  |                  |                  |                  |
| 1991-92          | 松下             |                  | JSL1部           |                  |                  |                  |                  |                  |                  |                  |                  |
| 1992             | G大阪            | -                | J                | -                | -                | 0                | 0                |                  |                  |                  |                  |
| 通算             | 日本             | 日本             | J                | 0                | 0                | 0                | 0                |                  |                  |                  |                  |
| 通算             | 日本             | 日本             | JSL1部           | 2                | 0                |                  |                  |                  |                  |                  |                  |
| 総通算           | 総通算           | 総通算           | 総通算           | 2                | 0                |                  |                  |                  |                  |                  |                  |